# Az Olsen-banda nagyban játszik
Az Olsen-banda nagyban játszik (dánul: Olsen-banden i Jylland) 1971-es dán vígjáték, rendezte: Erik Balling, a főszerepben Ove Sprogøe.
A film a harmadik része az Olsen-banda-sorozatnak.

## Cselekménye
A történet úgy kezdődik, mint a legtöbb Olsen-banda film: Egon kilép az Állami Börtön kapuján Vridsløselille-ben. A banda hazamegy, hogy megvitassák a következő akciót. Egon két segítője egy trafik kirablását javasolja, amit ők találtak ki, de Egon összetépi a tervet és milliókat érő rablásra tesz javaslatot. Ellentétben a legtöbb más Olsen-banda filmmel, a történet nem Koppenhágában, hanem Jütlandon játszódik.
Egon kapott egy térképet a börtönben (egy doboz cigarettáért cserébe), ami arany és nagy mennyiségű készpénz helyét jelöli egy második világháborús német katonai bunkerben, a nyugati parton. Csak oda kell menniük és kiásni a kincset. Kockázat semmi.
De két másik bűnöző (Helle Virkner, Willy Rathnov) is beleszól a történetbe, mivel ők is tudnak a kincs létezéséről és búvárruhával, továbbá fegyverrel is fel vannak szerelve.
Az Olsen-banda indulását nehezíti, hogy az ostoba Yvonne nem akarja elengedni a férjét, mert azt hiszi, hogy Jütland külföldön van, majd pedig ragaszkodik hozzá, hogy ő és a fia is mehessenek egy csomó holmival együtt. Emiatt lopniuk kell egy Citroen teherautót, a benne lévő tehenet otthagyják a parkolóban a kocsijuk mellett.
Mivel nincs sok pénzük, ezért az első tankolásnál átverik a benzinkutast: Egon csak 5 litert kér egy műanyag kannába, eközben Benny titokban megtankolja a kocsit és lenullázza az órát. A következő tankolásnál azonban nem tudnak túljárni a (szerintük ostoba – a magyar szinkronban „mucsai”) benzinkutas eszén, ezért ott kell hagyniuk a pótkereket fizetségül.
Amikor a benzin újból kifogy, egy autómentő bevontatja őket egy ócskavastelepre, ahol a tulaj fémhulladéknak átveszi a kocsit.
Mivel Egon térképe csak a bunkeren belül jelöli a kincs helyét, magát a bunkert meg kell keresniük. Először hiába keresik, majd Egon észrevesz az ócskavastelepen egy fém ajtót, amin német nyelvű felirat látszik. Ez alapján megtalálják a bunkert. Azonban a kereskedő is szeretne beszállni a buliba, felajánlja, hogy odaad egy mélytengeri búvárfelszerelést, cserébe a kincs felét kéri. A bunkerből ugyanis egy víz alatt lévő járaton lehet eljutni a kincshez. A kincs fölötti terület jelenleg a katonaság fennhatósága alatt van, akik aktívan figyelik a területet, például két topless napozó hölgyet is távozásra szólítanak fel, a terület veszélyessége miatt.
Egon a búvárfelszereléssel behatol a területre, majd rájön, hogy más útvonalon az száraz lábbal is megközelíthető.
Próbálják dinamittal berobbantani a betonfalat, ami mögött a kincs rejtőzik. Ez több ízben sikertelen. Majd a kereskedő egy fúrógépet ajánl fel. Azonban ennek rezgése mozgásba hoz egy mechanizmust, aminek következtében egy láncra felfüggesztett bomba elkezd körözni a bunkerban, végül becsapódik a betonfalba és felrobban.
Megtalálják a páncélszekrényt, amit kinyitva egy bőrtáska tele van dollárral, egy fa doboz pedig aranyrudakkal.
Kjeld rövid ideig tartó sokkot kap, elájul, majd nem ismeri fel a barátait és távozásra szólítja fel őket. A konkurens bűnöző lövöldözik rájuk a kocsijából, de sikerül lerázniuk, miközben egy keskeny-nyomtávú kisvasúton menekülnek.
Rövid ideig milliomosnak érezhetik magukat.
A kereskedő újabb alkut ajánl: vigyék el a pénzt, ő pedig átvállalja az aranyrudakkal való vesződést, mert azt szerinte problémásabb értékesíteni. Belemennek az alkuba.
A társaság egy cukrászdába megy, ahol finomságokkal tömik magukat. Egy bankjegy nedvességet kap, ennek következtében kiderül, hogy a pénz olcsó hamisítvány. Eközben Egon a táska pénzzel egy bankba megy, azonban onnan már rendőrautó szállítja el. Barátai szomorúan integetnek neki a hazafelé tartó vonatból.

## Szereplők
- Ove Sprogøe, mint Egon Olsen
- Morten Grunwald, mint Benny Frandsen
- Poul Bundgaard, mint Kjeld Jensen
- Kirsten Walther, mint Yvonne Jensen, Kjeld felesége
- Jes Holtsø, mint Børge Jensen, a fiuk
- Helle Virkner, mint Karen, aki szintén tud a kincsről
- Willy Rathnov, mint Rico, bérgyilkos
- Karl Stegger, mint Mads Madsen, az ócskás
- Preben Kaas, mint Záptojás, az ócskás néma segédje
- Peter Steen, mint Løjtnanten
- Benny Hansen (da), mint Menig '667345'
- Ernst Meyer, mint benzinkutas
- Gunnar Strømvad, mint sofőr

## A film készítése
A filmet többnyire a Vigsø Bugt -tól keletre vették fel Hanstholm környékén.